# Ajkai járás
A Ajkai járás Veszprém vármegyéhez tartozó járás Magyarországon, amely 2013-ban jött létre. Székhelye Ajka. Területe 320,71 km², népessége 37 547 fő, népsűrűsége pedig 122 fő/km² volt 2019 elején. 2013. július 15-én egy város (Ajka) és 10 község tartozott hozzá.
Az Ajkai járás a járások 1983. évi megszüntetéséig is létezett, ezen a néven és székhellyel 1971-től, amikor a Devecseri járás székhelyét Ajkára helyezték és nevét ennek megfelelően megváltoztatták. A 2013-ban létrehozott járási rendszerben Ajka és Devecser egyaránt járási székhely lett.

## Települései
| Település    | Rang (2013. július 15.) | Közös hivatal | Kistérség (2013. január 1.) | Népesség (2020. január 1.) | Népesség változás | Terület (km²) |
| ------------ | ----------------------- | ------------- | --------------------------- | -------------------------- | ----------------- | ------------- |
| Ajka         | járásszékhely város     | Ajka          | Ajkai                       | 27 593                     | Csökkenés         | 95,05         |
| Csehbánya    | község                  | Városlőd      | Ajkai                       | 311                        | Növekedés         | 12,83         |
| Farkasgyepű  | község                  | Városlőd      | Pápai                       | 327                        | Csökkenés         | 10,05         |
| Halimba      | község                  | Ajka          | Ajkai                       | 1 173                      | Növekedés         | 12,62         |
| Kislőd       | község                  | Magyarpolány  | Ajkai                       | 1 142                      | Növekedés         | 38,18         |
| Magyarpolány | község                  | Magyarpolány  | Ajkai                       | 1 260                      | Növekedés         | 26,97         |
| Nyirád       | község                  | Nyirád        | Ajkai                       | 1 805                      | Csökkenés         | 61,36         |
| Öcs          | község                  | Ajka          | Ajkai                       | 171                        | Csökkenés         | 13,7          |
| Szőc         | község                  | Nyirád        | Ajkai                       | 483                        | Növekedés         | 7,55          |
| Úrkút        | község                  |               | Ajkai                       | 1 939                      | Csökkenés         | 20,13         |
| Városlőd     | község                  | Városlőd      | Ajkai                       | 1 265                      | Növekedés         | 22,27         |